# Gestão fraudulenta
A gestão fraudulenta segundo Paschoal Mantecca (1985, p.41), “caracteriza-se pela ilicitude dos atos praticados pelos responsáveis pela gestão empresarial, exteriorizada por manobras ardilosas e pela prática consciente de fraudes”.
Segundo Adel EL Tasse, ao administrar ou gerir instituição financeira, o sujeito ativo o faz de forma fraudulenta, ou seja, meio enganoso, com má-fé e intuito de ludibriar.

## Gestão fraudulenta e Gestão temerária
Sobre o bem jurídico, Marcelo Almeida Ruivo afirma que "a gestão fraudulenta protege um bem jurídico complexo de titularidade supraindividual difusa, por meio da articulação da técnica de tutela estruturada em dois níveis de exposição à ofensividade da conduta, ou seja, num primeiro, a “verdade e a transparência” e, num segundo, o “patrimônio”. É um crime pluriofensivo no qual os valores verdade e transparência situam-se mais vulneráveis – suscetíveis à lesão –, enquanto o patrimônio deve ser apenas posto em perigo para que conﬁgure o crime". (RUIVO, Marcelo Almeida. Corrupção e gestão fraudulenta: o financiamento ilícito de campanha por bancos públicos. RBCCRIM, 2014, N. 242. Pág. 162.)
A gestão temerária, segundo Rodolfo Tigre Maia, parte de um conceito “normativo-cultural” presente em outras disposições penais (1996, PP.59/60).
Assenta Paschoal Mantecca que “a gestão temerária traduz-se pela impetuosidade com que são conduzidos os negócios, o que aumenta o risco de que as atividades empresariais terminem por causar prejuízos a terceiros, ou por malversar o dinheiro empregado na sociedade infratora ( 1985, p. 41)

## Fundamentação legal
Lei n.º 7.492/1986.
Artigo 4º - Gerir fraudulentamente instituição financeira.
Pena – reclusão, de 3 (três) a 12 (doze) anos e multa.
Parágrafo único. Se a gestão é temerária:
Pena - reclusão, de 2 (dois) a 8 (oito) anos, e multa.

## Origem
Na rota do avanço das relações de crédito e dos consequentes delitos, houve por bem o legislador brasileiro trazer à lume um diploma legal específico para cuidar dos crimes contra a ordem financeira. Daí a Lei 7.492, de 16.06.1986, que deita proteção jurídico-penal sobre um dos mais importantes predicativos da sociedade moderna, que é o crédito encarado pelo seu lado social. Válida, aqui, a explicação de João Marcello de Araújo Júnior: "Os delitos financeiros estão incluídos no Direito Penal Econômico, que é o ramo do Direito Penal que se destina a sancionar com uma pena as graves violações à ordem econômica. Em suma, os delitos financeiros se destinam a punir as condutas intoleráveis, que importem em manobras lucrativas em prejuízo geral, mediante o aproveitamento da estrutura e organização do sistema financeiro, no qual se incluem as empresas de capital aberto" (Dos crimes contra a ordem econômica. São Paulo: Ed. RT, 1995, p. 144-145'). (Carvalho, Ivan Lira de. Gestão fraudulenta ou temerária de entidade financeira. Algumas controvérsias. RT/Fasc. Pen. Ano 88. v. 765. São Paulo: RT, 1999, p. 466).

## Gestão fraudulenta
Sujeitos ativos e passivo: o sujeito ativo é administrador da instituição financeira (consultar art. 25 da Lei 7492/86.). O sujeito passivo é o Estado. Secundariamente, todos os que forem prejudicados pela gestão fraudulenta.
Elemento subjetivo: é o dolo. Não há forma culposa, nem exige elemento subjetivo específico.
Elemento Normativo: fraude, meio enganoso, ação de má-fé com o fito de ludibriar, em fim, é gênero do artifício, do ardil, do abuso de confiança. Cuida-se de elemento aberto o tipo penal, valendo-se da interpretação, sob o prisma cultural e também jurídico. Exemplo: o administrador simula empréstimo em benefício próprio, a fim de iludir o fisco (Rodolfo Tigre Maia – Dos crimes dos contra o Sistema Financeiro nacional – p 57).
Concurso com outras infrações : A gestão fraudulenta pode se punida em concurso material ou formal dependendo do caso concreto, com outros delitos, como falsificação de documentos, estelionato, sonegação fiscal etc.
Objetos material e jurídico: o objeto material pode ser todo o instrumento utilizado pelo administrador para promover a gestão fraudulenta (documento falsificado; contrato indevidamente lavrado; dinheiro irregularmente transferido). Os objetos jurídicos são a credibilidade do mercado financeiro e a proteção ao investidor.
Classificação: é crime próprio (somente pode ser praticado por sujeito qualificado); formal (independente da ocorrência do efetivo prejuízo a terceiros, embora esse possa ocorrer); de perigo concreto (depende de prova da potencialidade lesiva, afina, menciona a ocorrência de fraude; de forma livre; comissivo, excepcionalmente comissivo por omissão (art. 13, §2º, CP); instantâneo, mas eventualmente, pode assumir a forma permanente, caso por exemplo, a gestão assuma o caráter fraudulento, como regra, através de sucessivos atos, todos concatenados; unissubjetivo (pode ser cometido por uma pessoa); unissubsistente (cometido em um único ato) ou plurisubsistente (cometido por vários atos); admite tentativa na forma plurisubsistente.
Conflito com a Lei 1.521/51 (Economia Popular); preceitua o artigo 3º, IX, da referida Lei “ gerir fraudulenta ou temerariamente bancos ou estabelecimentos bancários, ou de capitalização; sociedade de seguros, pecúlios ou pensões vitalícias, sociedades para empréstimos;...” Pelos critérios da sucessividade (lei mais recente afasta a aplicação de lei mais antiga) e especialidade (lei especial afasta a aplicação de lei geral), deve prevalecer o art. 4º da Lei 7.492/86, afastada a aplicação da Lei 1521/51. Note-se que a Lei de 1986 cuida, especificamente, dos delitos contra o sistema financeiro, envolvendo, pois. a economia popular. (Nucci, Guilherme de Souza. Leis penais e processuais penais comentadas. 3. ed. rev. atual. e ampl. São Paulo: Editora Revista dos Tribunal, 2008. p. 1048-1049).

## Gestão temerária
Análise do tipo:
Gerir significa administrar, gerenciar, dirigir. O objeto da gestão é a instituição financeira, tal como definido no artigo 1º da Lei. Logo, o tipo diz respeito À tomada de decisões administrativas na instituição financeira conforme dispõe a lei e seu estatuto.
Sujeitos ativos e passivo: o sujeito ativo é administrador da instituição financeira (consultar art. 25 da Lei 7492/86.). O sujeito passivo é o Estado. Secundariamente, todos os que forem prejudicados pela gestão fraudulenta
Elemento subjetivo: é o dolo. Não há forma culposa, nem exige elemento subjetivo específico. Ressalte-se que há doutrina no sentido de haver a forma culposa, sob o raciocínio de que "temerário" significa agir com negligência. Majoritariamente entende-se ser doloso, face ao Princípio da excepcionalidade dos crimes culposos.
Elemento Normativo do tipo: temerário significa arriscado, perigoso e imprudente. O termo é extremamente vago e aberto. Pensamos ofender a taxatividade e, por consequência a legalidade. Exige o art. 5º, XXXIX, da Constituição, que “não há crime sem lei anterior que o defina...”  Os tipos penais incriminadores necessitam de definições precisas, de entendimento comum. A doutrina sustenta a inconstitucionalidade do artigo por afronta ao princípio da taxatividade. Os tribunais assim não entendem. Logo, necessita-se trabalhar com o conceito de temerário, buscando aplicar, sempre que possível, uma interpretação restritiva, concedendo-lhe limitado alcance, sob pena de se chegar ao absurdo de opunir administradores de instituições financeiras por atos tolos, que podem ser considerados de péssima gestão – fruto da falta de vocação, mas jamais de elevado risco, adrede planejado. Vale mencionar a lição de Manoel Pedro Pimentel: “A forma culposa não foi prevista. Entretanto, e aqui reside outro perigo da exagerada abertura do tipo objetivo, os léxicos apontam, como sinônimo do vocabulário temerário, a palavra imprudente. Poderá portanto ser interpretada como gestão temerária a simples gestão imprudente, embora essa se caracterize por tratar-se de comportamento meramente culposo, uma vez que a imprudência é uma das forma da culpa, consoante o disposto no art. 18, II, do CP. A confusão será possível, portanto, em razão da tautologia, que apresente a imprudência como causa de um comportamento temerário, que, por sua vez, teratologicamente, geraria um crime doloso. Ao redigir o parágrafo único do art. 4º, ora examinado, o legislador não se deu conta de que a gestão temerária pode resultar de simples imprudência, e que seria aconselhável prever a forma culposa para essa modalidade de infração”
Objeto material e jurídico: o objeto material pode ser todo instrumento utilizado pelo administrador para promover a gestão temerária (contratos de risco; empréstimos concedidos sem garantia suficiente). Os objetos jurídicos são a credibilidade do mercado financeiro e a proteção ao investidor.
Classificação: é crime próprio (somente pode ser praticado por sujeito qualificado); formal (independente da ocorrência do efetivo prejuízo a terceiros, embora esse possa ocorrer); de perigo concreto (depende de prova da potencialidade lesiva, afina, menciona a ocorrência de fraude; de forma livre; comissivo, excepcionalmente comissivo por omissão (art. 13, §2º, CP); instantâneo, mas eventualmente, pode assumir a forma permanente, caso por exemplo, a gestão assuma o caráter fraudulento, como regra, através de sucessivos atos, todos concatenados; unissubjetivo 9pode ser cometido por uma pessoa); unissubsistente (cometido em um único ato) ou plurisubsistente (cometido por vários atos); admite tentativa na forma plurisubsistente. (Nucci, Guilherme de Souza. Leis penais e processais penais comentadas. 3. ed. rev. atual e ampl. São Paulo: Editora Revista dos Tribunais, 2008, p. 1049).

Habitualidade: Há duas correntes doutrinais: uma defende a necessidade de repetição da conduta e outra que afirma que apenas uma conduta pode realizar o tipo penal. Marcelo Almeida Ruivo ensina, em seu livro Criminalidade Financeira, afirma que não há razão para considerar indispensável a repetição de fraudes para a efetiva caracterização da gestão fraudulenta. Seu entendimento serviu de base para o voto do Ministro Dias Toffoli, no julgamento do chamado Caso Mensalão, (AP 470/STF), "não há qualquer elemento especial que leve a se acreditar ser necessária a reiteração da conduta fraudulenta para a caracterização do crime, haja vista que, em termos materiais, não resta dúvida: uma única conduta de gestão pode ser simultaneamente ofensiva aos valores verdade e transparência e ao patrimônio, a ponto de, até mesmo, ameaçar sensivelmente a confiança no Sistema Financeiro Nacional. Situação, portanto, em que nada interessaria a regularidade dos outros atos de gestão para fins de caracterização do crime de gestão fraudulenta. Uma única conduta fraudulenta, aliás, pode caracterizar ofensa mais elevada que a repetição de atos de menor intensidade". 
Nucci entende que não se trata de crime habitual próprio. Este delito se caracteriza pela prática de vários atos que, somente em conjunto têm potencial para lesar o bem jurídico tutelado. Uma única ação do administrador, desde que envolta pela fraude (ou elevado risco), pode ser suficiente para prejudicar seriamente a saúde financeira da instituição (Nucci, Guilherme de Souza. Leis penais e processais penais comentadas. 3. ed. rev. atual e ampl. São Paulo: Editora Revista dos Tribunais, 2008, p. 1049).  Nesse sentido decidiu o STF:
Participação em Crime de Gestão Fraudulenta
A Turma indeferiu habeas corpus em que se pretendia o trancamento de ação penal instaurada contra denunciado como suposto partícipe do crime de gestão fraudulenta (Lei 7.492/86, art. 4º, caput, c/c o art. 25), em decorrência do fato de haver avalizado, em prejuízo de instituição financeira, empréstimo reputado irregular que beneficiaria sua própria empresa. Sustentava-se, na espécie, a inépcia da denúncia e a impossibilidade de seu recebimento, sob a alegação de atipicidade da conduta. A impetração argumentava que o avalista, nessa qualidade, não poderia cometer o delito de gestão fraudulenta e que a concessão de um único aval não seria apta a configurar o tipo. Entendeu-se que, no caso, a denúncia descrevera suficientemente a conduta do paciente ao imputar-lhe a participação no crime de gestão fraudulenta. Nesse sentido, asseverou-se que a condição pessoal de controlador, administrador, diretor ou gerente de instituição financeira, por ser elementar do mencionado crime, comunicar-se-ia ao paciente, sendo possível, dessa forma, a existência da figura do partícipe do crime de gestão fraudulenta. Além disso, rejeitou-se a alegação de necessidade de reiteração de condutas para a caracterização do mencionado delito, haja vista tratar-se de crime habitual impróprio, ou acidentalmente habitual, em que uma única ação tem relevância para configurar o tipo, não constituindo pluralidade de crimes a repetição de atos. Precedentes citados: HC 84238/BA (DJU de 10.9.2004) e HC 81852/RS (DJU de 14.6.2002). 
HC 89364/PR, rel. Min. Joaquim Barbosa, 23.10.2007.  (HC-89364) Informativo 485.

## Competência
É da competência da Justiça Federal o julgamento dos crimes contra o Sistema Financeiro Nacional, tipificados na Lei nº 7.492/86 (artigo 26).

## Controvérsias
No aspecto constitucional, o que se debate é se os delitos de gestão fraudulenta e de gestão temerária, mais especificamente o último, na forma como estão descritos pela lei em comento, atendem as exigências do princípio da  taxatividade, na medida em que ele exige não a mera enunciação do crime, mas a efetiva explicação de todos os seus elementos constitutivos, como o detalhamento da conduta efetiva que considera efetiva.
Faz- se imprescindível  que a descrição da conduta seja característica a permitir que as pessoas em geral efetivamente entendam o conteúdo penal, o que justifica a preferência redacional, no Estado Democrático de Direito, pelo tipos penais elaborados com destaque aos elementos descritivos, que são elementos que não envolvem conteúdo valorativo, sendo capturáveis pelos sentidos, justamente por que favorecem o entendimento.
Afirmação acima não exclui a possibilidade de que o tipo penal também seja elaborado com elementos normativos jurídicos, ou seja, a complementação é fornecida pelo próprio ordenamento jurídico, não dependendo de um caráter  valorativo  pessoal do interprete.
Com relação ao termo gestão temerária, estamos diante de tipo em que sequer normativo empírico é o seu elemento definidor (temerário), pois simplesmente não há definição jurídica, moral ou cultural do que venha representar o ato de gestão temerária, fato este que impede o ajustamento de qualquer conduta ao conteúdo da lei penal.
Recorde-se que parte da doutrina tem afirmado que ferir temerariamente é gerir de forma arriscada, excessivamente arrojada, no entanto, a doutrina não é elemento de integração normativa, sendo sim um fundamental elemento interpretativo da norma  existente, mas nãos serve para integrar a lei.
Além disso, mesmo levando-se em consideração parte da doutrina, não se pode esquecer que gestão ousada é considerada no meio empresarial como algo positivo, portanto, sem fundamentos para criminalização.

Precedente Legislativo
Os termos “gestão fraudulenta” e “gestão temerária” foram inicialmente utilizados pelo legislador nacional no art. 3º, inciso IX, da Lei nº 1.521/51 (Crimes contra a Economia Popular), senão vejamos:
Art. 3º São também crimes desta natureza:
(...)
IX – gerir fraudulenta ou temerariamente bancos ou estabelecimentos bancários, ou de capitalização; sociedades de seguros, pecúlios, ou pensões vitalícias; sociedades para empréstimos ou financiamento de construções e de vendas de imóveis a prestações, com ou sem sorteio ou preferência por meio de pontos ou quotas; caixas econômicas; caixas Raiffeisen; caixas mútuas, de beneficência, socorros ou empréstimos; caixas de pecúlio, pensão e aposentadoria; caixas construtoras; cooperativas; sociedades de economia coletiva, levando-as à falência ou à insolvência, ou não cumprindo qualquer das cláusulas contratuais com prejuízo dos interessados.
Mas já na oportunidade não houve preocupação em distinguir conceitualmente as condutas. A Lei nº 7.492/86, por seu turno, em que pese à separação das hipóteses típicas, optou por não fazer a diferenciação terminológica, deixando para a doutrina um trabalho árduo e quase impossível.

## Referência Bibliográfica
CARVALHO, Ivan Lira de. Gestão fraudulenta ou temerária de entidade financeira. Algumas controvérsias. RT/Fasc. Pen. Ano 88. v. 765. São Paulo: RT, 1999.
GOMES, Luiz Flávio e CUNHA, Rogério Sanches. Coord. Legislação criminal especial.- São Paulo: Editora Revista dos Tribunais, 2009. (Coleção ciências criminais; 6).
MANTECCA, Paschoal. Crimes contra a Economia Popular e Sua Repressão. São Paulo, Saraiva, 1985.
MENDES, Gilmar Ferreira. Curso de direito constitucional. Gilmar Ferreira Mendes, Inocêncio Mártires Coelho, Paulo Gustavo Gonet Branco. São Paulo: Saraiva, 2007.
MORAES, Alexandre de. Direito constitucional. 19.ed. São Paulo: Atlas, 2006.
NUCCI. Guilherme de Souza. Sistema Financeiro - Lei 7.492, de 16.06.1986, que define os crimes contra o sistema financeiro nacional. In. Leis penais e processuais comentadas. São Paulo: RT, 2006, p. 
OLIVEIRA, Leonardo Henrique Mundim Moraes. Crimes de gestão fraudulenta e gestão temerária em instituição financeira In. Revista Jurídica, Ano 47, Brasília, a. 36 n. 143 jul./set. 1999
PAULA, Áureo Natal de. Crimes contra o sistema financeiro nacional e o mercado de capitais. Curitiba: Juruá, 2010, 5ª edição, revista e atualizada, pp. 107-140.
PIMENTEL, Manoel Pedro. Crimes contra o Sistema Financeiro Nacional. São Paulo: Revista dos Tribunais, 1987.
RUIVO, Marcelo Almeida. Corrupção e gestão fraudulenta: o financiamento ilícito de campanha por bancos públicos. RBCCRIM, 2014, n. 242. p. 162.
RUIVO, Marcelo Almeida. Criminalidade Financeira: contribuição à compreensão da gestão fraudulenta. Porto Alegre: Livraria do Advogado, 2011, pp. 149-150.
1. ↑  STF, AP 470/MG, Min. Dias Toffoli, Data 17/12/2012, p. 2803-2804.